# 하동 경현사
하동 경현사(河東 景賢祠)는 대한민국 경상남도 하동군 옥종면 월횡리에 있는, 조선시대 무신인 하경복(1377∼1438) 선생의 위패를 모신 사당이다.
1990년 1월 16일 경상남도의 문화재자료 제171호 경현사로 지정되었다가, 2018년 12월 20일 현재의 명칭으로 변경되었다.

## 개요
조선시대 무신인 하경복(1377∼1438) 선생의 위패를 모신 사당이다.
하경복은 태종 2년(1402) 무과에 급제하고 여러 관직을 거쳐 병마사, 병마절제사가 되어 국방을 수비하였다. 15년 동안 국경지대에서 여진족과 대치하며 경비에 철저했으며 특히 세종 15년(1433) 정흠지, 황보인 등과 함께 『계축진설』을 펴내 군사 교육의 교재로 삼았다. 성품이 너그럽고 활을 잘 쏘았으며 개국 초기 철저히 국방을 지켜 국가의 기틀을 마련하는데 큰 공을 세웠다.
정현사는 정조 10년(1784) 유림들이 세웠으며 이곳에는 하경복을 대신해 노모를 모신 하경리, 그를 이어 북방에서 여진족을 토벌한 그의 아들 강장공과 손자의 위패를 함께 모시고 있다.

## 참고 문헌
- 하동 경현사 - 국가유산청 국가유산포털